# Oonops trapellus
Oonops trapellus là một loài nhện trong họ Oonopidae.
Loài này thuộc chi Oonops. Oonops trapellus được Arthur M. Chickering miêu tả năm 1970.